# Fishing for Fishies
Fishing for Fishies è il quattordicesimo album in studio del gruppo musicale di rock psichedelico australiano King Gizzard & the Lizard Wizard, pubblicato il 26 aprile 2019. Prodotto e distribuito da Flightless Records e ATO Records, il suo annuncio è stato accompagnato dall'uscita della title track e del suo relativo videoclip.

## Produzione
Fishing for Fishies è stato anticipato per la prima volta dalla band il 21 gennaio 2019, oltre un anno dopo l'uscita dell'ultimo dei loro cinque album del 2017, Gumboot Soup, quando hanno pubblicato una foto di loro in studio sui loro social media, corredata dalla scritta "NeW.  MuSiC.  CoMiNg.  SoOn. .."
. Subito dopo è stato rilasciato il primo singolo Cyboogie su vinile a sette pollici, con Acarine come lato B, seguito da un videoclip.
A marzo, i dettagli dell'album apparivano trapelati sui webstores, tra cui il titolo, la copertina e la tracklist, che includeva sia Cyboogie che Acarine, così come anteprime di ogni traccia e la durata complessiva. La band ha confermato la fuga l'11 marzo, annunciando ufficialmente l'album attraverso i social media. Il giorno dopo hanno pubblicato come secondo singolo la title track e video su YouTube, seguito da Boogieman Sam il 28 marzo.
A proposito dell'album, il frontman Stu Mackenzie ha detto: «Abbiamo cercato di fare un blues, un tipo-blues-boogie-shuffle, ma le canzoni continuavano a combatterlo - o forse eravamo noi a combatterle. I brani ci guidano questa volta, lasciamo che abbiano la loro personalità e forgino la loro strada, sentieri di luce, sentieri dell'oscurità, una raccolta di pezzi che hanno percorso selvaggi viaggi di trasformazione».

## Lista delle tracce
1. Fishing for Fishies – 5:01
2. Boogieman Sam – 4:42
3. The Bird Song – 4:24
4. Plastic Boogie – 3:03
5. The Cruel Millennial – 4:56
6. Real's Not Real – 3:40
7. This Thing – 3:59
8. Acarine – 5:24
9. Cyboogie – 6:47

Durata totale: 41:56